# Alosimus cirtanus
Alosimus cirtanus là một loài bọ cánh cứng trong họ Meloidae. Loài này được Lucas miêu tả khoa học năm 1847.